# Missionsstation Killalpaninna

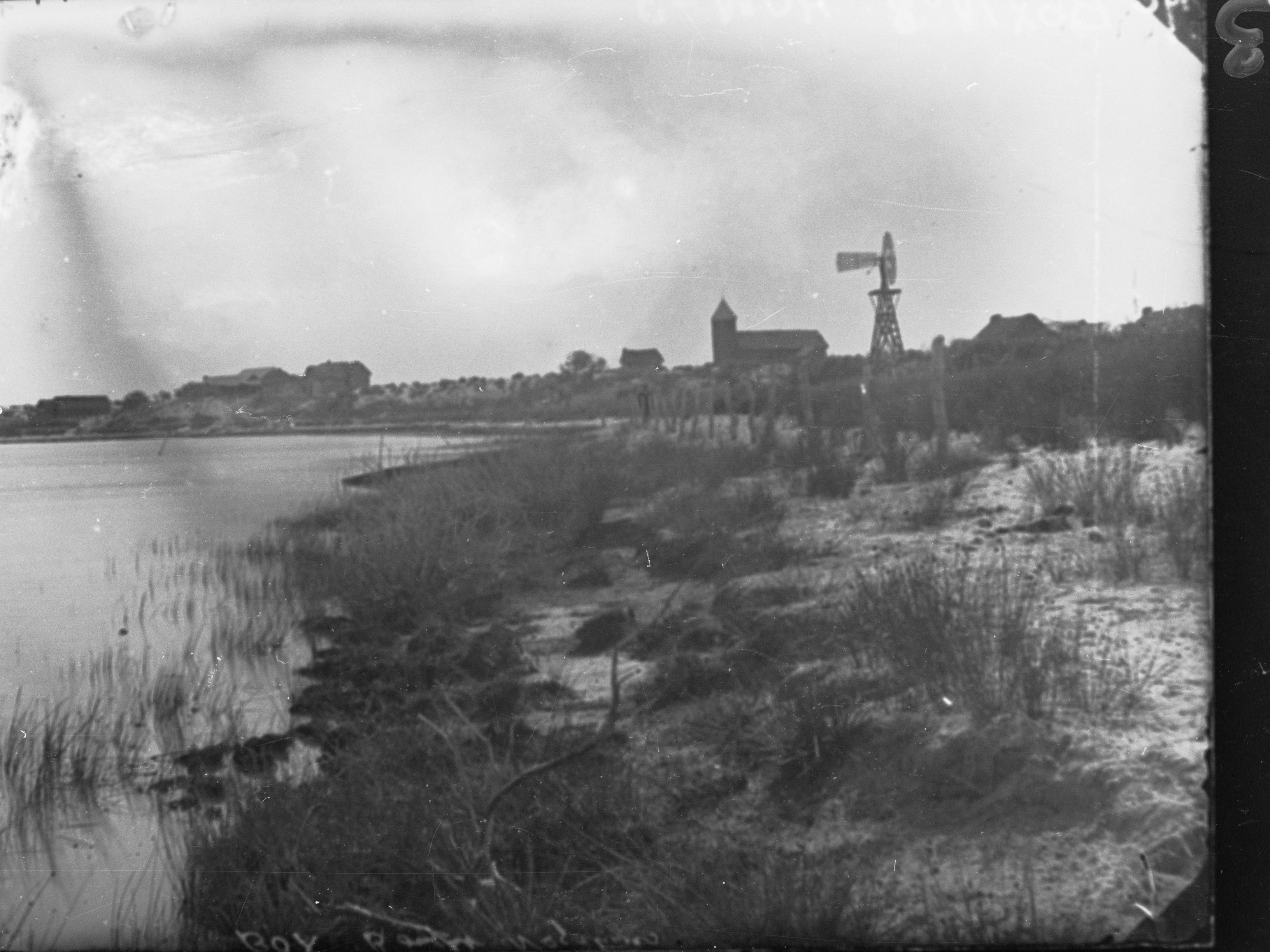
Die Missionsstation am Seeufer um 1905

Die Missionsstation Killalpaninna, auch Bethesda genannt, war eine evangelisch-lutherische Aborigines-Missionsstation im Nordosten des Bundesstaates South Australia. Die Missionsstation existierte von 1866 bis 1915. Am 8. November 1984 wurde die Station unter dem Namen „Killalpaninna Mission Historic Site“ ins „South Australian Heritage Register“ aufgenommen.

## Geschichte
Am 9. Oktober 1866 brachen die zwei Missionare Johann Friedrich Gößling und Ernst Homann und die zwei Laienbrüder Hermann Vogelsang und Ernst Jakob in Tanunda auf, um eine lutherische Missionsstation in den Salzseen-Gebieten im Nordosten von South Australia zu gründen. Nach einer schwierigen Reise von drei Monaten gründeten sie ihre Missionsstation am Lake Killalpaninna und versuchten, die lokal ansässigen Aborigines vom Stamm der Dieri zum Christentum zu bekehren. Das Klima in der Wüste machte den vier Deutschen schwer zu schaffen. Alle vier Männer entwickelten eine Augenerkrankung. Dazu kam, dass sich die Beziehung zu den Aborigines nicht einfach gestaltete. Deswegen kehrten die Missionare bereits nach fünf Monaten wieder ins Barossa Valley zurück.

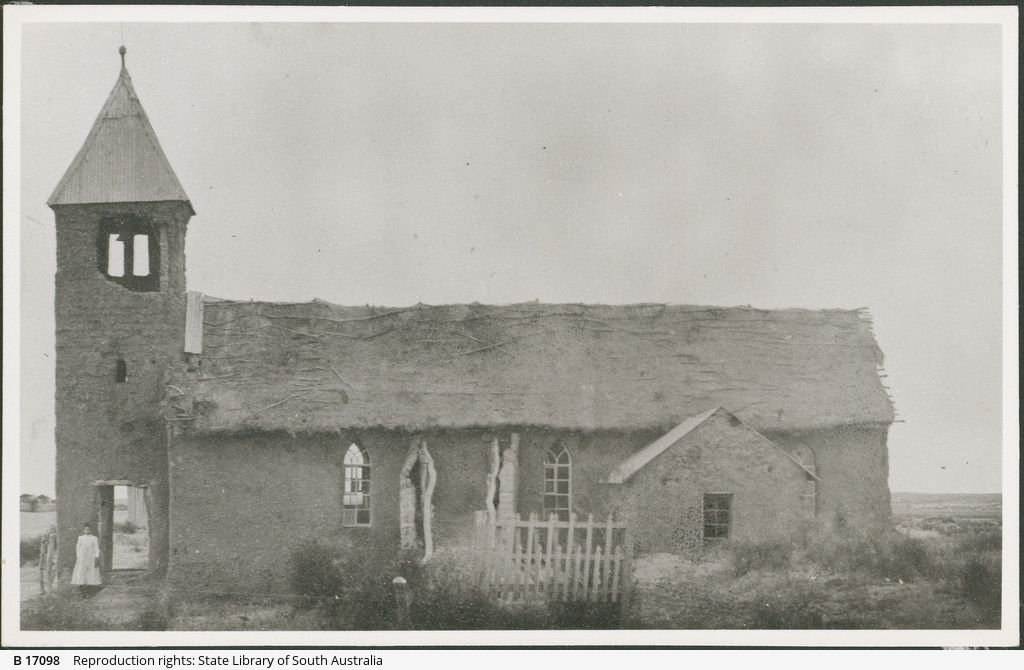
Die Kirche der Missionsstation kurz vor der Zerstörung. In der Türe steht Helen Vogelsang.

Ein zweiter Versuch im Jahr 1868 verlief besser. Die Missionare bauten eine Schule und eine kleine Kirche, und auch das Verhältnis zu den Aborigines verbesserte sich.
Von 1878 bis 1885 wirkte Johann Flierl an der Missionsstation.
Von 1892 bis 1894 wirkte der Ethnologe Carl Strehlow an der Missionsstation.
1915, im Zuge des Ersten Weltkriegs, der die Deutschen zu Enemy Aliens machte, schloss die Regierung von South Australia die Missionsstation. Zu diesem Zeitpunkt lebten 70 Kinder in der Station. Der Schulbetrieb lief noch bis 1917 weiter, bis die Regierung alle evangelisch-lutherischen Schulen schloss.